# Herrschaft Apremont
Die Herrschaft Apremont (auch: Aspermont, Aspremont) mit Sitz in Apremont, heute ein Ortsteil der französischen Gemeinde Apremont-la-Forêt im Département Meuse in der Region Grand Est, war seit dem Mittelalter eine bedeutende lothringische Herrschaft, die zeitweilig 290 Dörfer umfasste.
Die Herrschaft wird erstmals im 12. Jahrhundert urkundlich erwähnt und gehörte damals den Herren von Apremont, die im 13. Jahrhundert zu Grafen aufstiegen. Lehnsrechtlich hing die Herrschaft vom Hochstift Metz ab, einiger Besitz ging auch vom Hochstift Verdun zu Lehen.
Gottfried II. starb um 1250 ohne Nachkommen; die von seiner Frau geerbte Grafschaft Saarbrücken fiel an die Herren von Commercy. Im 14. Jahrhundert gehörte die Herrschaft Apremont zum Herzogtum Bar, 1387 saß hier die luxemburgische Familie d’Autel. 1466 erwarb das Grafengeschlecht Leiningen (Linie Leiningen-Dagsburg-Hardenburg) die Herrschaft Apremont. Diese wurde 1599 dem Herzogtum Lothringen einverleibt.